# Tania (cantante)
Ana Luciano Divis, conocida como Tania (Toledo, España, 13 de octubre de 1908- Buenos Aires, Argentina, 17 de febrero de 1999), fue una actriz y cantante de tango española que realizó la mayor parte de su carrera en Argentina.
Inició su carrera a temprana edad realizando pequeñas giras a lo largo de Valencia. A los 18 años, recorrió diversas zonas de España con su propia compañía de varietés bajo el seudónimo de «La Lucianito». En 1924, integró la Troupe Ibérica de Raquel Meller, con la cual actuó en Francia, Brasil, Uruguay y finalmente en Buenos Aires, donde se radicó definitivamente. Mientras se desempeñaba como cancionista en cabarés, conoció al compositor Enrique Santos Discépolo, con quien mantuvo una larga relación sentimental. Bajo su dirección, fue protagonista de obras de teatro como Wunder Bar (1932) y Winter Garden (1935); paralelamente desarrolló una breve carrera cinematográfica en películas como El pobre Pérez (1937), Cuatro corazones (1939) y Caprichosa y millonaria (1940).
Realizó giras a lo largo de Europa y América Latina, y su participación en Blum entre 1949 y 1951 tuvo un notable éxito. Tras la muerte de Discépolo en 1951, el resto de sus actuaciones permaneció ligada a su nombre e incluso llegó a inaugurar un local a modo de homenaje, «Cambalache», donde efectuó presentaciones como cantante desde los años de 1960. A partir de la década de 1970, comenzó a incursionar activamente en teatro y televisión, especialmente en el ciclo Botica de Tango. Hacia el final de su vida fue objeto de múltiples reconocimientos. En 1989 fue declarada Ciudadana ilustre de la Ciudad de Buenos Aires y en 1993, recibió la Orden de Isabel la Católica por parte del rey Juan Carlos I. Poco antes de su muerte, había sido designada Personalidad Emérita de la Cultura Argentina.

## Biografía

### Infancia y comienzos
Ana Luciano Divis nació en la ciudad española de Toledo el 13 de octubre de 1908, aunque otras fuentes señalan como su año de nacimiento 1893 o 1900. Fue la menor de los cuatro hijos de Amalio Luciano y Carmen Divis; sus otros hermanos fueron Isabel, Carmen y Amalio. Su padre, de origen andaluz, era un militar devenido en teniente general que ejercía además como director de la Banda Musical de Toledo. Cuando Ana tenía dos años, la familia se trasladó a Valencia, donde inició sus estudios en canto y castañuelas. Tras la temprana muerte de su padre, comenzó a actuar en teatro y fue así como formó parte de grupos infantiles que ejecutaban versos y zarzuelas en su escuela. Ahí definió su seudónimo —Tania— luego de observar que una de sus compañeras, de origen ruso, se llamaba así. Si bien inicialmente había pensado en llevar su nombre de pila, su hermana Isabel era una cupletista consolidada y le recomendó no utilizarlo. De acuerdo a su testimonio, «era la época de El conde de Luxemburgo, de La viuda alegre, de las grandes operetas. Como mi hermana cantaba muy bien y ya era bastante conocida, le dijo a mi madre: "Mira mamá, me parece que Anita no debiera ponerse Ana Luciano, porque mi nombre es grande y esta chica recién empieza. No sabemos si podrá seguir en el teatro o no... "».
Hacia comienzos de su adolescencia, comenzó a realizar pequeñas giras teatrales alrededor de Valencia, especialmente por Marruecos, Alcoy y Alicante, donde se volvieron populares sus interpretaciones de «La violetera» y «El relicario». A los 18 años, ya tenía su propia compañía de varietés con la que recorrió Barcelona y Madrid bajo el seudónimo de «La Lucianito» o Tania Visdí. Durante esa gira, coincidió con el Trío Mexican e inició una relación sentimental con uno de sus integrantes, Antonio Fernández Rodríguez, apodado «Mexican», con quien se casó en 1924. Desde ese momento realizó sus presentaciones bajo el nombre de Tania Mexican y, luego de que su marido se desvinculara del trío, ambos realizaron actuaciones independientes de music-hall. En 1925, el matrimonio integró la Troupe Ibérica de Raquel Meller, encabezada por Teresita España y Pablo Palitos, con la cual llegaron a París y posteriormente a Buenos Aires para presentarse en el Teatro Mayo y en el cabaré Maipú Pigall. Tania describió el ámbito en el cual se desempeñaba como «un epicentro social, con el motor de los ricos que malgastaban su dinero. Las artistas mujeres eramos allí las reinas mimadas. Lo que los empresarios tenían de regularmente atentos... para con nosotras, lo tendrían, supongo, de tenebrosos para ellas [las milongueras]». La gira prosiguió por el interior de Argentina, Montevideo, San Pablo, Río Grande y Pelotas. Durante una estadía en Córdoba, Tania fue confundida con una exiliada bolchevique y recibió una ofrenda floral por parte de un grupo de rusos perseguidos. Permanecieron durante quince meses en Brasil y, por sugerencia del guitarrista Mario Pardo, comenzó a cantar tangos y sumó «Fumando espero», «Sentencia» y «A la luz de un candil» a su repertorio. Sergio Pujol, en su libro Discépolo, apuntó a que «no le había llevado mucho tiempo descubrir que cantar tangos no era traicionar los temas españoles con los que se inició en la vida a una edad en la que muchas chicas tejían, aburridas, a la espera del príncipe azul... el tango era para Tania la prolongación americana de sus primeros años y su primer repertorio, si bien para ella la tristeza de muchas de sus letras era incomprensible». Luego de la disolución de la troupe, el matrimonio se separó en Montevideo, Tania optó por permanecer en Buenos Aires y Fernández regresó de nuevo a España.

### Carrera discográfica y actoral

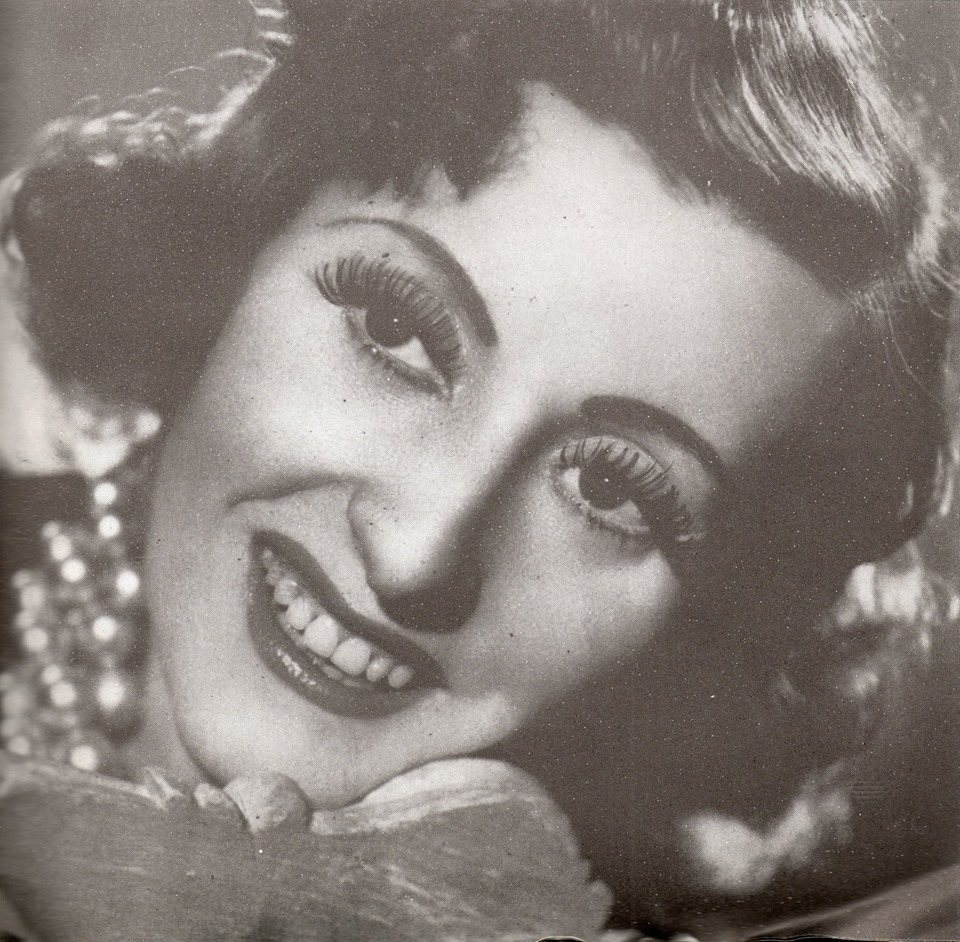
Tania en su época de esplendor.

En Buenos Aires, se presentó inicialmente en el Teatro Casino como cantante de la orquesta de Roberto Firpo y, en 1927, en el Folies Bergère, donde fue apodada «La gallega de Toledo» y conoció a Enrique Santos Discépolo. En una ocasión fue escuchada por Carlos Gardel, que le bromeó a su amigo José Razzano: «Conmigo, de Toulousse, y una gallega, el tango se para».
Luego de iniciar su vínculo sentimental con Discépolo, Tania fue disputada por las principales emisoras de Argentina y fue así como logró su primer contrato en 1928 por 500 pesos mensuales en Radio Prieto. Ahí, las tareas de trabajo eran arduas ya que debía permanecer largas horas por la noche para grabar algunas pocas canciones. Durante su estadía en esa emisora, conoció a algunas de las figuras más relevantes del ámbito musical como Rosita Quiroga, Azucena Maizani, Libertad Lamarque, Tita Merello y Ada Falcón que, junto a Tania, se convirtieron en las primeras cancionistas en introducir la modalidad vocal femenina en el tango, un rubro con prevalencia del género masculino. Paralelamente prosiguió su carrera en Radio París, Belgrano y del Pueblo. En 1930, Tania grabó su primer registro discográfico junto a la orquesta de Osvaldo Fresedo con dos temas musicales, «Sentencia» y «A la luz de un candil», que formaban parte de su repertorio en los cabarés. Durante los dos años siguientes, sus discos fueron publicados bajo el sello Columbia para luego reparar en RCA Víctor e incluso, llegó a grabar para el sello Pathé de París luego de que Discépolo formara una orquesta para Radio Municipal, donde Tania fue vocalista en compañía de Lalo Scalise, Héctor Varela y Alejandro Blaso. La experiencia de comenzar a grabar fue definida por Tania como «apasionante». Según comentó, «la riqueza de lenguaje, la tremenda vitalidad, la sencillez y la verdad con que él [Discépolo] se refería a sus tangos me daban increíbles fuerzas para dar lo mejor de mí al cantarlos». En 1946, acompañó como vocalista a la orquesta de Mariano Mores en Radio El Mundo, donde el día del debut recibió un ramo de orquídeas del presidente Juan Domingo Perón. Al mismo tiempo, efectuó una gira con Discépolo por Cuba, México —donde se presentó en «El Patio», el cabaret más relevante de la Ciudad de México— y otros países de la costa del Pacífico. A su regreso, encabezó el ciclo Cómo nacieron mis canciones por Radio Belgrano junto a Discépolo.
Desarrolló una breve carrera como actriz de teatro y cine en los años de 1930 y 1940. Su primer papel importante como actriz de reparto lo obtuvo en La perichona (1928), una obra histórica de Enrique García Velloso que los hermanos Discépolo habían adaptado para teatro. Ahí, interpretó a la sirvienta negra de Micaela Villegas «La Perricholi», el persona recreado por Nelly Quel. A pesar de la gran inversión económica en escenografía, en la cual Tania contribuyó, la pieza teatral fue un fracaso rotundo en cuanto a recaudación. En 1933, protagonizó con éxito Wunder Bar en el Teatro Ópera, donde estrenó el tango de Discépolo «Tres esperanzas». La presentación se llevó a cabo luego de que su pareja modificara los diálogos y reelaborara la traducción de la obra original, escrita por Ricardo Hicken. En 1935, interpretó «Quién más, quién menos» en Winter Garden y al finalizar la temporada, emprendieron una gira por Chile, Uruguay —donde abrieron un boliche en el Casino Míguez de Punta del Este— y Europa. El periódico Oiga de México, tras observar que cantaba y actuaba a la vez, señaló que «Tania cuida de las letras de los tangos tanto o más que la música. Un tango con música bonita y letra fea o inexpresiva no es cantado por Tania». Intervino en una serie de películas a fines de la década de 1930 y principios de 1940: El pobre Pérez (1937), de Luis César Amadori, Cuatro corazones (1939), de Carlos Schlieper, y Caprichosa y millonaria (1940), con Paulina Singerman. Su labor en este último filme fue calificado por un periodista de Cine Argentino, Julián Centeya, como una «verdadera creación». Por otro lado, la revista Sintonía había publicado tras el estreno de El pobre Pérez que su versión de «Desencanto» había sido la mejor escena de la película. Su éxito actoral continuó en 1949 con Blum, una obra escrita por Julio Porter representada en el Teatro Presidente Alvear junto a Osvaldo Miranda y Diana Maggi. Blum permaneció en escena hasta 1951, cuando fue trasladada al Teatro Splendid y Discépolo presentó el vals «Con una mentira». Sin embargo, su papel preferido ocurrió en Las preciosas ridículas (1967), una adaptación de Moliére llevada a cabo en el Teatro de la Cava y luego en el Teatro Odeón. Desde su papel en esa obra, Tania solamente recibió roles menores en espectáculos de revista.

### Vida personal y Discépolo
José Razzano, habitué del Bergère, escuchó su interpretación de «Esta noche me emborracho», popularizado por Azucena Maizani, y le presentó a su amigo Enrique Santos Discépolo. De acuerdo a Tania, «parece ser que Discépolo no era de ir a los cabarés y Razzano lo empujó para que fuera. [Razzano]... le contó mi historia. Enrique me oyó cantar... y al día siguiente me mandó flores». En sus memorias, lo definió durante ese primer encuentro como «ligeramente tímido... tuvo palabras de elogio y de galantería... su lenguaje era original y distinto». La personalidad y situación económica del autor discrepaban de las de los aristócratas que habitualmente concurrían a los locales nocturnos donde actuaba.
Tania fue invitada por Discépolo a ver uno de sus sainetes, Mustafá, representado en el Teatro Cómico —actualmente Teatro Lola Membrives—, cuyo cuadro de miseria le generó decepción. Comenzaron a frecuentarse en diversas reuniones sociales y para la puesta en escena de La perichona, una de las piezas teatrales de los hermanos Discépolo, Tania empeñó una de sus joyas para financiar parte de la obra. Al poco tiempo iniciaron una relación sentimental y se fueron a vivir juntos a un departamento ubicado sobre la calle Cangallo.

«Con Enrique nunca habíamos pensado en casarnos. No lo necesitábamos... como decíamos con Enrique, "el pueblo ya nos ha casado"... Si Enrique ha sido una realidad de la que queda obra, nunca ha dejado incubar la leyenda. Ser la viuda de una leyenda es tremendo. Es algo que comienza por halagar, más tarde envuelve, aprisiona, casi ahoga. A veces me leía un pedacito de algo que estaba haciendo y me decía: "¿Te gusta?". "Sí, es lindo", le contestaba. Otras veces, cuando lo tenía todo escrito, y yo creía que me lo iba a leer, decía: "No te va a gustar..." y lo rompía. Así que no sé si me iba a gustar o no, porque lo rompía. Luego, cuando Enrique tenía un tango que le gustaba, en vez de hablar con Manzi, o con Troilo, llamaba al portero o a Manuela, nuestra cocinera».

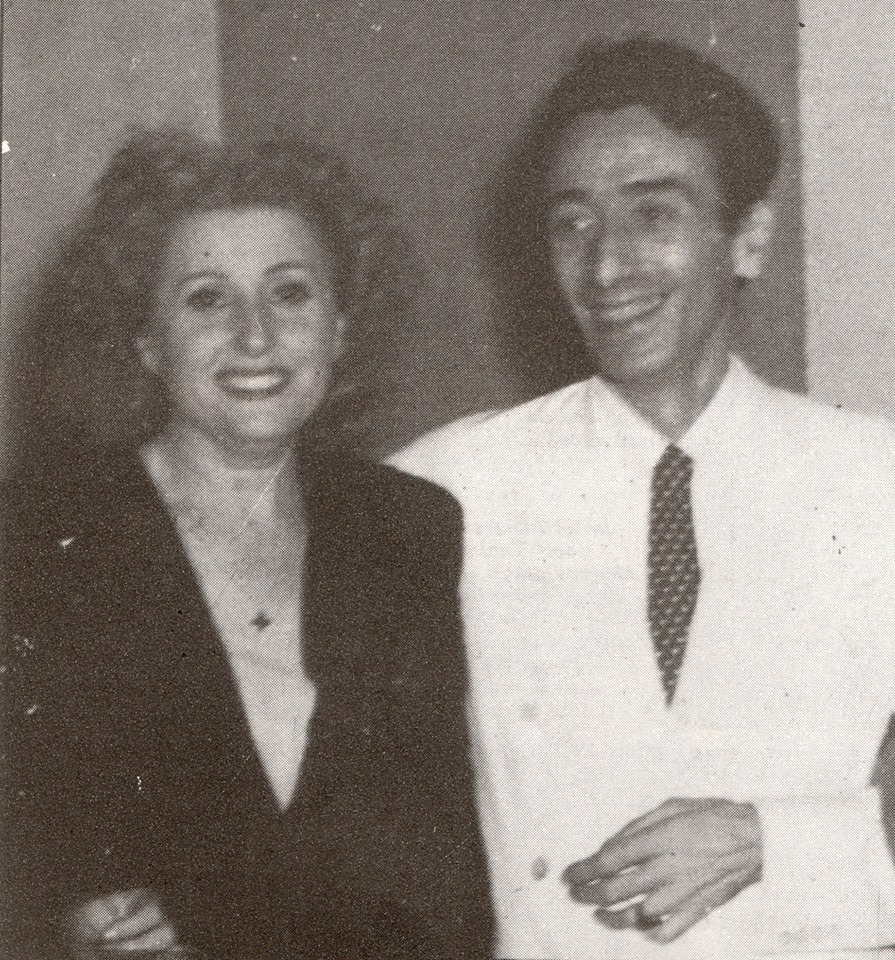
Tania y Discépolo.

Uno de los rasgos personales más debatidos sobre Discépolo fue su tendencia a la melancolía y la tristeza. Tania siempre expuso que era fundamentalmente «un hombre alegre» pero que las condiciones sociopolíticas nacionales y mundiales —como la crisis de 1930— motivaron las letras pesimistas de sus tangos. Los viajes que realizó junto a Tania a lo largo del mundo durante la Segunda Guerra Mundial también influyeron notablemente en sus composiciones.

«Tenía enorme sensibilidad para sintonizar la desgracia ajena... Su preocupación estaba en cosas importantes... Le preocupaban los problemas y las desventuras de los demás, con frecuencia más que las propias».

Tania solía referirse al compositor como «Chachi» y él como «Mami». En una entrevista a Perfil, Raquel Díaz de León, actriz y amante de Discépolo, manifestó que «ellos tenían una relación abierta... Él decía que ella era su representante, pero la verdad es que le despertaban mucho temor sus reacciones. De hecho, ella estaba en Buenos Aires cuando se enteró de que Discépolo y yo esperábamos un hijo. Vino hasta México y lo obligó a volver con ella a la Argentina». En 1947, Discépolo tuvo en México un hijo extramatrimonial con Díaz, Enrique Luis. Si bien nunca fue reconocido por el autor, el periodista Néstor Romano señaló que el propio Discépolo le reveló el hecho del nacimiento a sus amigos Luis Sandrini y Tita Merello, a quienes designó como padrinos del niño. A lo largo de su convivencia, Tania y Discépolo atravesaron períodos críticos y desapegos, que muchos analistas de su obra creen ver reflejados en las letras de los tangos «Sin palabras» y «Uno». Enrique Cadícamo, amigo de la pareja, expresó que «Discépolo sufría la persecución de Tania, que lo instaba a que aprovechara su fama para formar su propia orquesta».
A la muerte de Discépolo en diciembre de 1951, de acuerdo a un testamento efectuado en vida, la herencia se resolvió a favor de Tania, quien recibió los derechos de autor correspondientes a 42 obras musicales —los cuales vencieron en 2001 al cumplirse 50 años de la muerte del compositor—. Cuando Díaz arribó junto a su hijo a la Argentina para reclamar parte de la herencia en 1966 y 1968, Tania apeló a la justicia que dictaminó a su favor. Según explicó Enrique Luis Discépolo, los fallos desfavorables obtenidos en las dos primeras oportunidades tuvieron que ver con la «influencia» que Tania tenía en ciertos círculos sociales, mientras que en el último caso —llevado a cabo tras su muerte en 1999— se trató de un ineficiente trabajo realizado por su abogado.
Tania tuvo una única hija, Ana de las Angustias Fernández (1925-1953), fruto de su breve matrimonio con Mexican, que se desempeñó como actriz en la década de 1930 y 1940 bajo el seudónimo de Choly Mur. Norberto Galasso, en uno de sus libros, se refirió a la conflictiva relación entre madre e hija. Mur decidió continuar su carrera artística de manera independiente y se mudó sola a Chile, donde se casó, se separó y volvió a iniciar una relación con un conde y odontólogo yugoslavo, Santiago Kegeritz. Ambos compartían la adicción por el alcohol y al poco tiempo se separaron. Mur falleció inesperadamente a los 27 años de un ataque al corazón en la Navidad de 1953 y Tania jamás volvió a referirse públicamente a su hija hasta que publicó sus memorias en 1973. El vínculo de la cantante con su cuñado, Armando Discépolo, también fue rival. En su libro, Tania apuntó que era «soberbio, severo, autoritario e inapelable» y continuó relatando que «fue injusto con Enrique y no le reconoció la ayuda económica que supo darle para caprichos personales o quijotadas teatrales». Tomás Abraham, en su libro Tensiones filosóficas, manifestó que Armando juzgaba a la pareja con severidad, hacía hincapié en los amoríos de Tania durante las conversaciones y solía pensar que ella era «un error de Enrique, que se había dejado seducir por la cancionista porque era débil... ». La llegada de la familia de Tania a Argentina en 1932 y el recibimiento que les propició Enrique acrecentó los celos de Armando, que frecuentemente tenía rasgos de autoritarismo y dominación para con su hermano menor. Según Pujol, «el fuego cruzado entre los hermanos tuvo en sus respectivas mujeres una forma oblicua de agresión... Las heridas nunca cerraron completamente».
Su sobrino Luis Luciano fue director general de SADAIC hasta 1986.

### El vínculo con el peronismo
Si bien Tania se definía como «apolítica», Discépolo mantuvo una íntima amistad con el expresidente Juan Domingo Perón, a quien había conocido circunstancialmente en Chile en 1938 cuando este se hallaba en el cargo de agregado militar de la embajada argentina. En sus memorias, Tania confesó que mantuvo pocos diálogos —cinco o seis— con Perón en los trece años de amistad que desarrolló con Discépolo y que además, conoció junto al compositor a otros mandatarios como Alvear, Uriburu, Justo y Ramírez en el correr de su vida artística, con muchos de los cuales tuvieron recepciones privadas.
A partir de 1943 dentro de una campaña iniciada por el gobierno militar que obligó a suprimir el lenguaje lunfardo, como así también cualquier referencia a la embriaguez o expresiones que en forma arbitraria eran consideradas inmorales o negativas para el idioma o para el país, se prohibió que las radioemisoras transmitieran varios tangos que no se ajustaban a esas pautas conforme el criterio de la censura. Las restricciones continuaron al asumir el gobierno constitucional el general Perón y uno de loas afectados fue el tango compuesto por Discépolo en 1948 Cafetín de Buenos Aires, del cual comenzó a circular con el aval de la Secretaría de Prensa y Difusión una versión "blanqueada" de la letra modificando lunfardismos -"madre" por "vieja"- y frases "pesimistas" como "y me entregué sin luchar". En 1949 directivos de Sadaic le solicitaron al administrador de Correos y Telecomunicaciones en una entrevista que se las anularan, pero sin resultado. Obtuvieron entonces una audiencia con Perón, a la cual no asistió Discépolo, que se realizó el 25 de marzo de 1949, y el presidente –que afirmó que ignoraba la existencia de esas directivas- las dejó sin efecto si bien por temor de los músicos algunas piezas, como el tango Al pie de la Santa Cruz y la Milonga del 900, siguieron ejecutándose con modificaciones en las partes a las que se podía asignar contenido político.
La amistad del compositor con Perón se intensificó desde ese entonces y ambos solían mantener largas charlas personales en Casa Rosada y su quinta de San Vicente. Tania manifestó ser admiradora de Eva Perón «por la voluntad de sacrificio de que yo no soy capaz» y señaló que al compositor «lo herían las injusticias» y «se definió por una causa nacional, eso es todo».
Los monólogos radiales de Discépolo en contra de la oposición peronista, con un personaje denominado Mordisquito, le valieron una serie de calumnias y el alejamiento de muchas de sus amistades. El autor comenzó a sufrir cuadros depresivos cada vez más intensos a raíz de esos hechos. Cuando en entrevistas posteriores se le preguntaba acerca de la muerte de Discépolo, Tania solía utilizar la expresión: «Se murió de tristeza». Según su testimonio, «se fue muriendo de ganas, de amargura... Se recluyó en el silencio. Dejó de comer. Llegó a pesar 37 kilos». El compositor murió el 23 de diciembre de 1951 ante la presencia de Tania, sus hermanas Isabel y Carmen, y el actor Osvaldo Miranda.

### Vida posterior a Discépolo

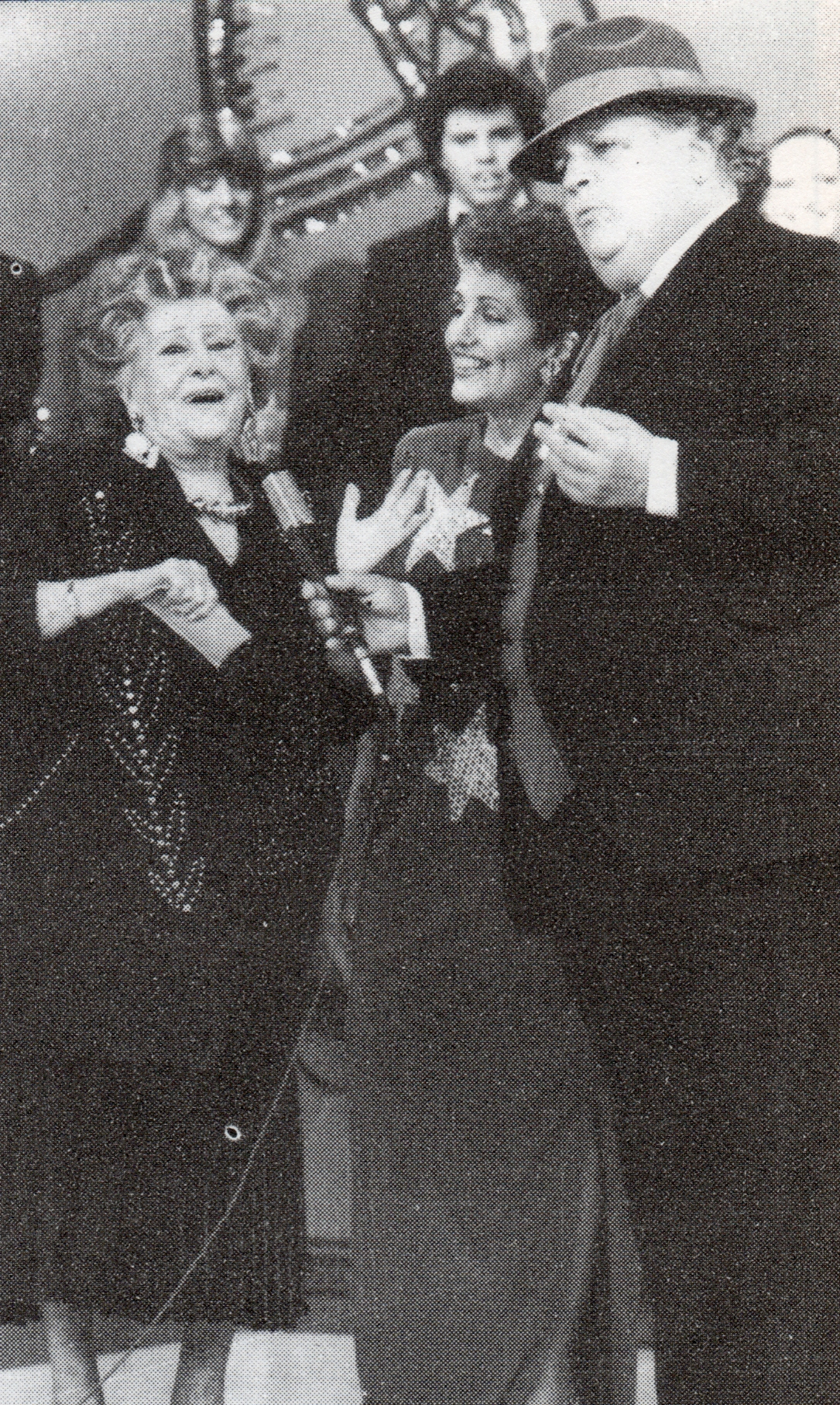
Tania junto a Marikena Monti y Bergara Leumann en Botica de Tango.

Luego de la muerte de Discépolo en 1951, su carrera se mantuvo ligada a su nombre y realizó una gira al año siguiente por Chile, Perú, Ecuador y Colombia, que significó la antesala de otra llevada a cabo  posteriormente por Europa en 1955. En esa ocasión se presentó en el Teatro Comedia de Madrid y en cabarés de París; permaneció en Francia hasta 1959. A su retorno, se presentó como cancionista en «Doverkalt», un salón de baile ubicado frente a Plaza San Martín donde permaneció actuando 18 meses. Ahí comenzó a gestar la idea de establecer su propio local de tango sobre la calle Libertad de la ciudad de Buenos Aires. El reducto finalmente se inauguró en febrero de 1963 y fue llamado «Cambalache» en honor a uno de los tangos más conocidos de Discépolo.
En 1970, mientras realizaba su espectáculo Tania canta y cuenta, recibió la propuesta de Jorge Miguel Couselo de escribir sus memorias, las cuales fueron publicadas en 1973 bajo el título de Discepolín y yo. Durante el resto de su vida continuó realizando actuaciones esporádicas en locales y teatros, además de presentaciones en televisión y giras por el mundo. Fue convocada por Eduardo Bergara Leumann para actuar en La Botica del Ángel y más tarde, se convirtió en una invitada habitual en su ciclo televisivo de Canal 11, Botica de Tango, en la década de 1980. Realizó cinco temporadas teatrales durante 1983 en el Teatro de la Ribera con Hoy Ensayo Hoy, una obra dirigida por Rodolfo Graziano que reunía a actores veteranos. Hacia el final de su vida, recibió múltiples reconocimientos a su larga vida artística. En 1989 fue declarada Ciudadana ilustre de la Ciudad de Buenos Aires por la Legislatura de la Ciudad y en 1993, el rey Juan Carlos de España le otorgó la Orden de Isabel la Católica, «en reconocimiento a su extensa carrera como cantante popular, con la que unió a dos pueblos». La Secretaría de Cultura de la Nación la distinguió como Personalidad Emérita de la Cultura Argentina en octubre de 1998 «por su trayectoria artística y su incondicional aporte a la difusión de nuestra música ciudadana». Al cumplir 90 años, se le tributó un homenaje en la sede de APTRA a la vez que actuó en un sketch titulado «El descubrimiento de América» en alusión a su longevidad, tema que le divertía y generaba especulaciones en el ámbito del espectáculo. Tania continuó trabajando y manteniendo una vitalidad asombrosa para su edad hasta sus últimos meses. De hecho, una de sus últimas presentaciones ocurrió poco antes de su deceso en un homenaje a Aníbal Troilo en el que cantó «Uno» y «Cambalache» frente a casi un millar de jóvenes en compañía de Fito Páez.
Tania falleció de causas naturales, mientras dormía, el 17 de febrero de 1999 a las 23.15 UTC-3 en su departamento de la calle Callao —el mismo en el que había fallecido Discépolo— a la edad de 90 años. De acuerdo a su asistente Noemí, «murió a causa de un proceso de envejecimiento. No tuvo ninguna enfermedad en particular, sino que anoche se durmió tranquilamente y se fue». Sus restos fueron inhumados en el Panteón de Autores y Compositores de SADAIC del cementerio de la Chacarita.

## Legado
En El libro del tango, Horacio Ferrer la describió como «una creadora incuestionable de una de las modalidades que animaron al tango cantable» y posteriormente se refirió a su estilo interpretativo como «la combinación armoniosa de una manera de cantar y de decir». El historiador Oscar Del Priore resaltó su «original acento» y su «estilo tan personal» al momento de cantar, aunque también reconoció que a diferencia de otras cancionistas su figura quedó eclipsada a la de Discépolo.
Tania perteneció a una categoría de cantantes encabezada por Rosita Quiroga, Ada Falcón, Libertad Lamarque, Tita Merello, Mercedes Simone y Sofía Bozán que, en su conjunto, introdujeron la modalidad vocal femenina en el rubro del tango a mediados de la década de 1920, luego de un período de cancionistas de la Guardia Vieja que no tuvieron una difusión masiva y se dedicaron al tango «gauchesco», como los casos de Linda Thelma, Lola Membrives y Flora Gobbi. En uno de sus artículos, Antonio Rodríguez Villar publicó que Tania «era la síntesis del ingenio popular español y la picaresca porteña» e hizo hincapié en la «gracia que prodigaba a borbotones» y su «alegría desbordante» que mantuvo hasta sus últimos tiempos. Su alegría y carácter festivo también fueron rasgos que destacaron sus colegas y allegados al momento de su muerte.

«Cantar era para Tania una necesidad fisiológica. Y lo hacía de maravillas, con una afinación envidiable. Cantaba con la voz, con sus ojos, con sus gestos, con sus silencios. Sabía que el tango cuenta una historia y hay que decirla, no gritarla. La transmitía palabra por palabra. De ahí ese fraseo tan particular que dosificaba con la experiencia que sólo enseña el tiempo... Vivía haciendo planes. ¡Y para concretarlos!... Tenía la sabiduría generosa de quien sabe mucho pero no lo demuestra».
Antonio Rodríguez Villar

Estela Dos Santos en su libro Damas y milongueras del tango reconoció que «tuvo la alegría de vivir con tal plenitud que no terminó de gastarla» y que, tras la muerte de Discépolo, «debió abroquelarse en su fortaleza para que el mito del poeta no la devorara».

## Filmografía
- El pobre Pérez (1937)
- Cuatro corazones (1939)
- Caprichosa y millonaria (1940)

## Televisión
- Botica de Tango (década de 1980)
- Como pan caliente (1997)